# Championnats du monde par équipe de patinage de vitesse sur piste courte
Les Championnats du monde par équipe de patinage de vitesse sur piste courte ont lieu tous les ans depuis 1991. À l'issue de la compétition, les pays vainqueurs sont nommés à partir du classement individuel.